# Scarpa d'oro 1972
La Scarpa d'oro 1972 è il riconoscimento calcistico che è stato assegnato al miglior marcatore assoluto in Europa tenendo presente le marcature segnate nel rispettivo campionato nazionale nella stagione 1971-1972. Il vincitore del premio è stato Gerd Müller del Bayern Monaco con 40 reti nella Bundesliga.
| Pos | Campionato     | Nome               | Squadra         | Gol |
| --- | -------------- | ------------------ | --------------- | --- |
| 1   | Bundesliga     | Gerd Müller        | Bayern Monaco   | 40  |
| 2   | Alpha Ethniki  | Antōnīs Antōniadīs | Panathīnaïkos   | 39  |
| 3   | SDO            | Joe Harper         | Aberdeen        | 33  |
| 3   | First Division | Francis Lee        | Manchester City | 33  |
| 3   | Prva Liga      | Slobodan Santrač   | OFK Belgrado    | 33  |